# إدوين ميخائيل كونواي
إدوين ميخائيل كونواي (بالإنجليزية: Edwin Michael Conway)‏ هو كاهن كاثوليكي أمريكي، ولد في 6 مارس 1934 في شيكاغو في الولايات المتحدة، وتوفي بنفس المكان في 9 أغسطس 2004.